# Marianne Thyssen

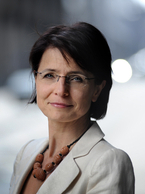
Marianne Thyssen

Marianne Thyssen este un om politic belgian, membru al Parlamentului European în perioada 1999-2004 din partea Belgiei.
1. ↑  Marianne Thyssen, Munzinger Personen, accesat în 9 octombrie 2017
2. ↑  Marianne Thyssen, Brockhaus Enzyklopädie, accesat în 9 octombrie 2017